# 西田村 (島根県)
西田村（にしだむら）は、島根県簸川郡にあった村。現在の出雲市西郷町、万田町、奥宇賀町、本庄町にあたる。

## 地理
- 海洋：日本海[1]
- 河川：水谷川[2]、西谷川[2]、平田宇賀川[3]

## 歴史
- 1889年（明治22年）4月1日、町村制の施行により、楯縫郡西々郷村、万田村、奥宇賀村、水谷本庄村が合併して村制施行し、西田村が発足[4][5]。
- 1896年（明治29年）4月1日、郡の統合により簸川郡に所属[5]。
- 1951年（昭和26年）4月1日、簸川郡平田町、灘分村、国富村、鰐淵村、久多美村、檜山村、東村と合併して平田町が存続し廃止された[4][5]。

### 地名の由来
合併した西々郷村、万田村の各一文字を組み合わせたもの。

## 産業
- 農業[4]